# Fundacja Normalne Miasto – Fenomen
Fundacja Normalne Miasto – Fenomen – organizacja pozarządowa założona w 2009 roku, stawiająca sobie za cel przyczynianie się do społecznego, ekonomicznego, gospodarczego i kulturalnego rozwoju Łodzi i regionu łódzkiego.

## Historia
Fundacja została założona przez społecznika i opiekuna zabytków – Wiesława Kaczmarka oraz członków nieformalnej Grupy Pewnych Osób organizującej happeningi i zwracającej uwagi na problemy związane z estetyką miasta Łodzi.
Fundacja zajmuje się projektami związanymi ze zrównoważonym transportem, transportem rowerowym, bibliotekami, społeczeństwem obywatelskim, ładem przestrzennym, a także monitoringiem działań Urzędu Miasta Łodzi. Od 2010 fundacja organizuje ogólnopolską akcję Odjazdowy Bibliotekarz, natomiast do 2015 organizowała Łódzką Masę Krytyczną. Ponadto była inicjatorem i propagatorem idei woonerfu w Polsce, przyczyniając się do powstania pierwszego z nich przy ul. 6 Sierpnia w Łodzi, a także przyczyniła się do powstania pierwszego parkletu w Polsce. W działalność fundacji na przestrzeni lat było zaangażowanych ponad 160 wolontariuszy.

## Galeria

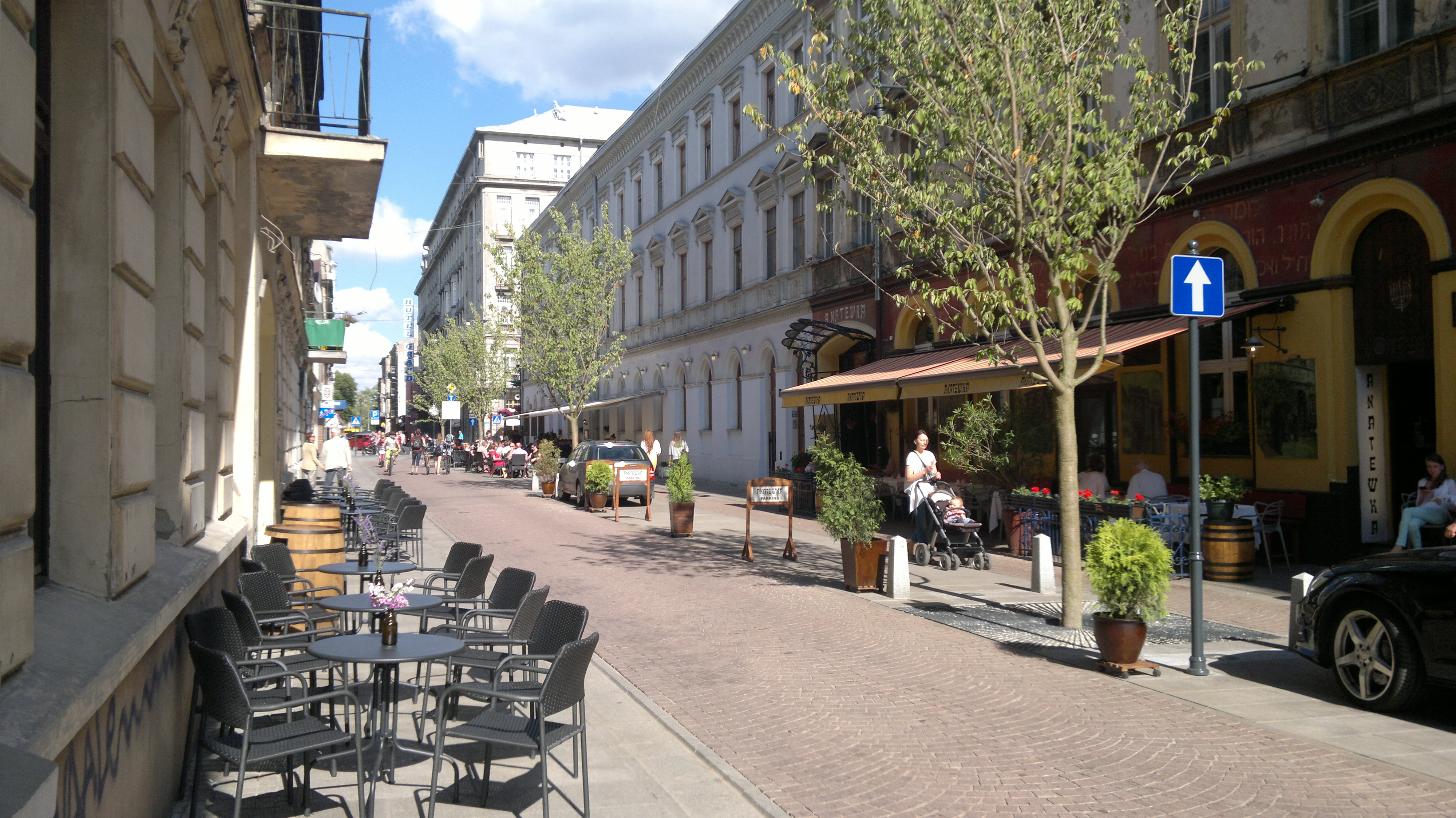
Woonerf na ul. 6 Sierpnia w Łodzi, powstały w 2014 z inicjatywy Fundacji
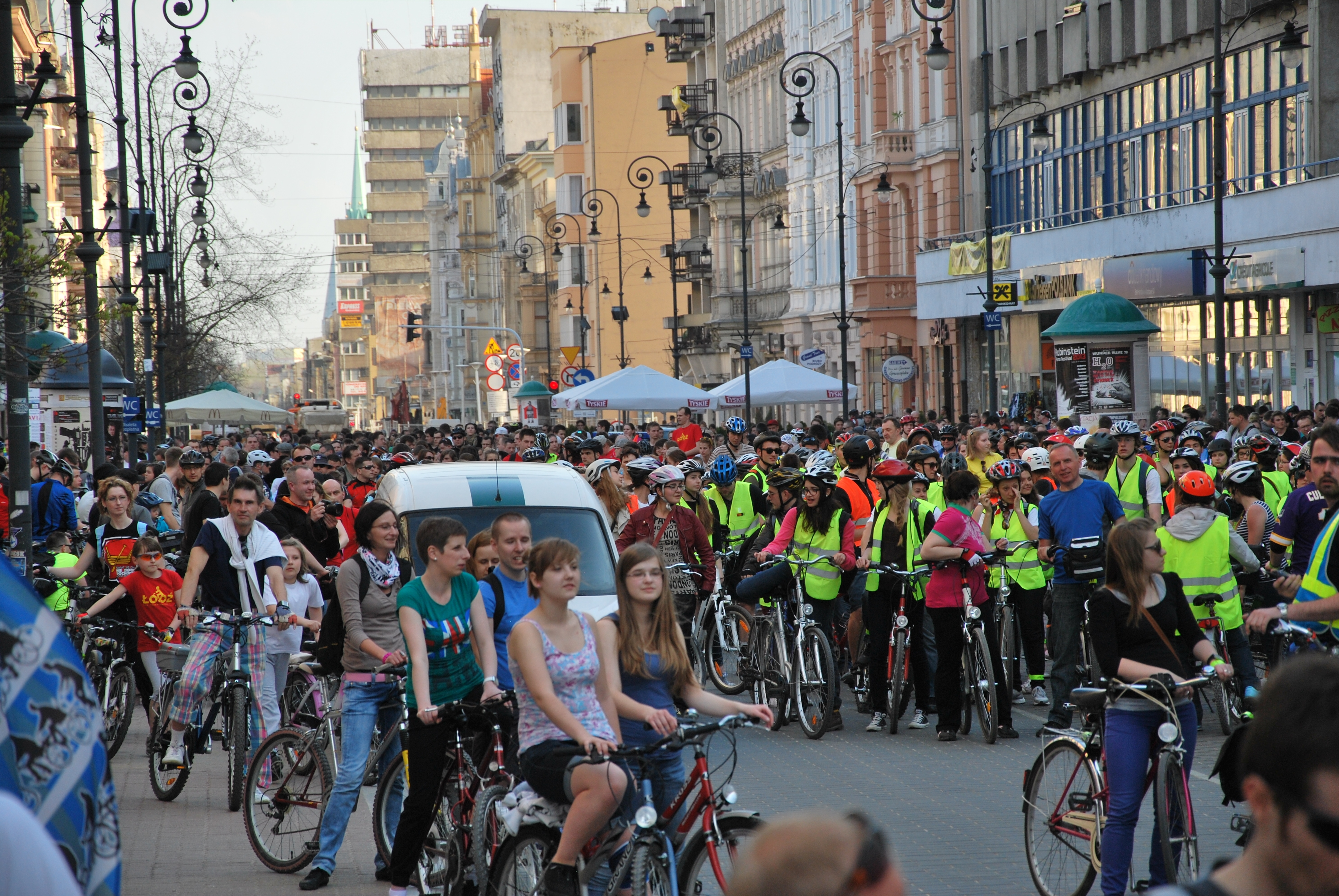
Łódzka Masa Krytyczna organizowana przez Fundację (czerwiec 2013)
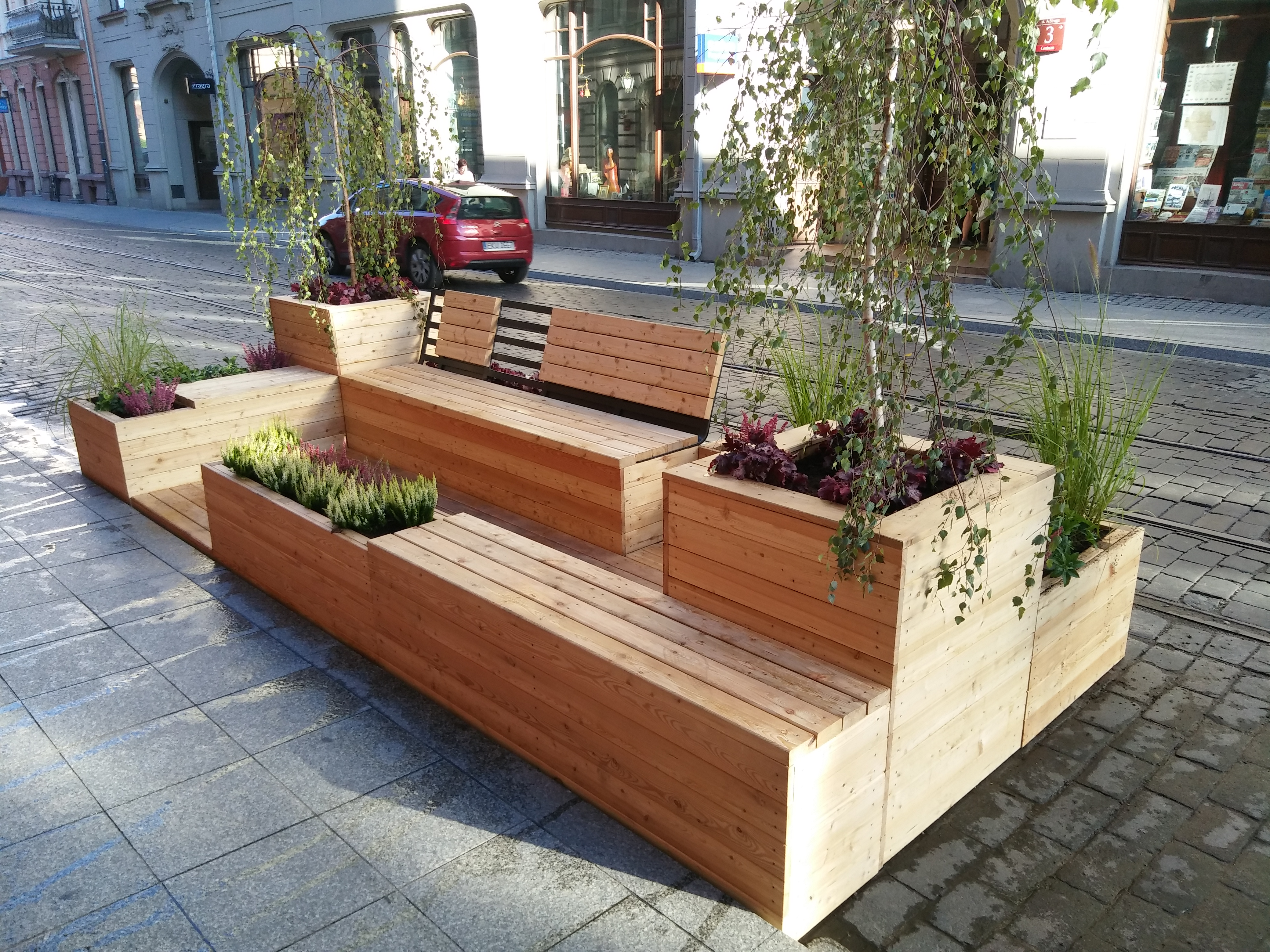
Pierwszy w Polsce parklet powstały na ul. Andrzeja Struga w Łodzi (2016)